# Jabłonowo Wielkopolskie
Jabłonowo Wielkopolskie – zlikwidowana stacja kolejowa w Jabłonowie, w gminie Ujście, w powiecie pilskim, w województwie wielkopolskim, w Polsce. Znajdował się tu 1 peron. Została otwarta w 1912 roku. W 1989 roku został na tej linii zawieszony ruch pasażerski.